# Fångstnätnattsländor
Fångstnätnattsländor (Polycentropodidae) är en familj i insektsordningen nattsländor. 
Fångstnätsländor förekommer som andra nattsländor i närheten av vatten, både rinnande och lugna sådana. Larverna, som lever i vattnet, konstruerar inte något skyddande hus, men spinner trattlika eller mer platta, tublika fångstnät. 
De larver som spinner trattlika fångstnät livnär sig som filtrerare, och deras föda består av olika små vattenlevande organismer som fastnar i nätet. De larver som spinner mer tublika nät är oftast mer rovlevande och tar även större byten. Storleksmässigt kan larverna av vissa arter i familjen i det sista larvstadiet nå en längd på upp till 25 millimeter.

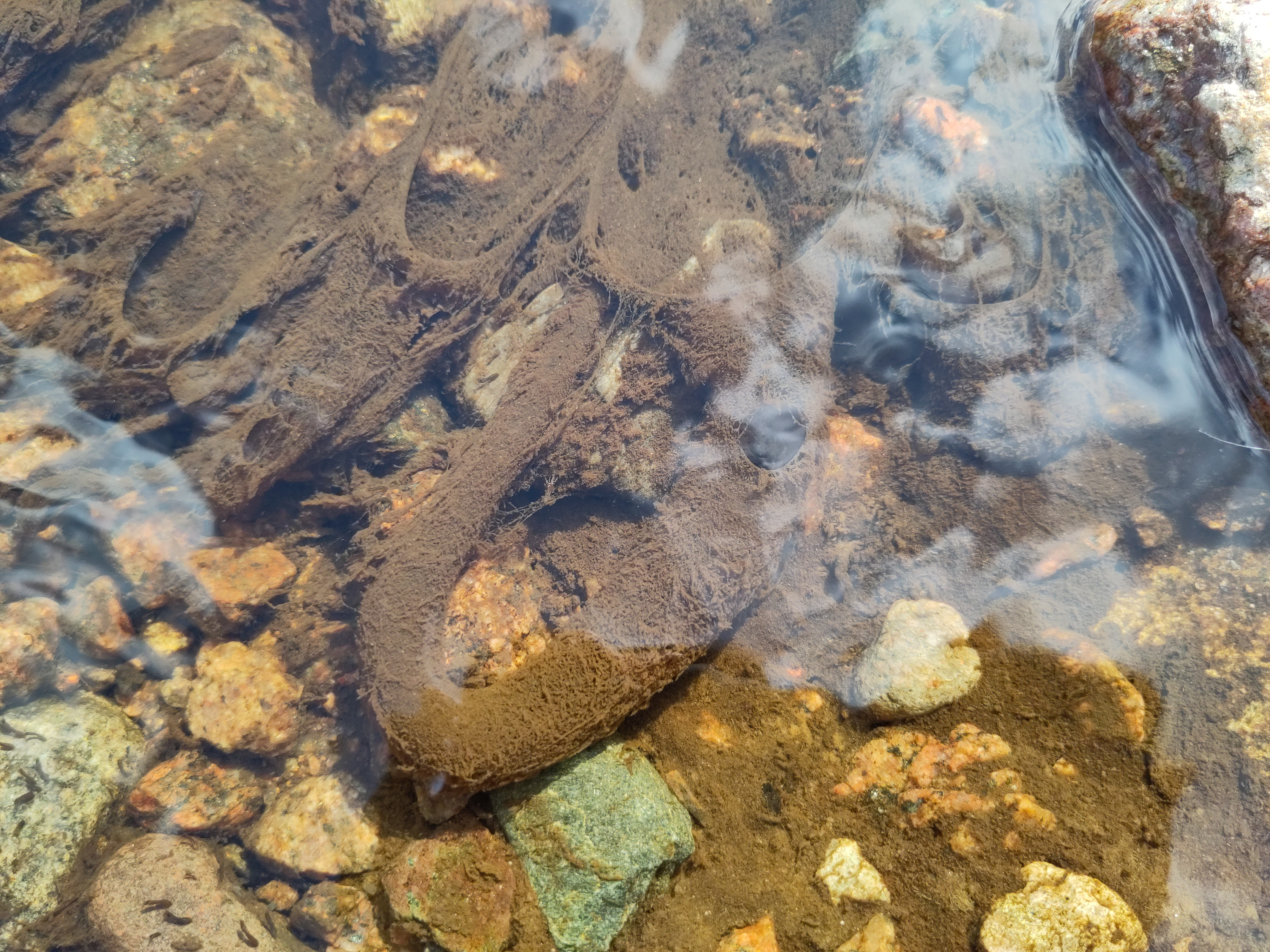
Deras fångstnät